# Fabio Aru
Pour les articles homonymes, voir Aru.
Fabio Aru, né le 3 juillet 1990 à San Gavino Monreale, est un coureur cycliste italien, professionnel de 2012 à 2021. Il a notamment remporté le Tour d'Espagne 2015 et des étapes sur les trois grands tours.

## Biographie

### Jeunesse et carrière amateur
Jusqu'à 15 ans, Fabio Aru pratique le football et le tennis dans sa ville Villacidro. Lassé par ces sports, il s'essaye au cyclisme. Il court en VTT et en cyclo-cross, dont il dispute les championnats d'Italie, d'Europe et du monde en catégorie juniors. Ce n'est qu'à 18 ans qu'il commence à courir sur route.
Dans la catégorie moins de 23 ans de 2009 à 2012, Fabio Aru est sous contrat avec l'équipe Palazzago, dirigée par le directeur sportif Olivano Locatelli,.
En 2011, il finit deuxième de Toscane-Terre de cyclisme à l'addition des places alors qu'il portait le maillot de leader avant la dernière étape. Quelques mois plus tard, il gagne le Tour de la Vallée d'Aoste grâce à sa victoire dans le contre-la-montre qui conclut l'épreuve alors qu'il était second au classement général. Ces performances lui permettent d'être convoité par plusieurs équipes dont trois de l'UCI World Tour. Alors qu'il devait être stagiaire dans l'équipe Astana à partir du 1er août 2012, il signe tout compte fait un contrat professionnel.
En 2012, il remporte Toscane-Terre de cyclisme et finit deuxième du Girobio. En juillet, il termine son passage chez les amateurs en gagnant à nouveau le Tour de la Vallée d'Aoste.

### Carrière professionnelle

#### 2012-2013: les débuts

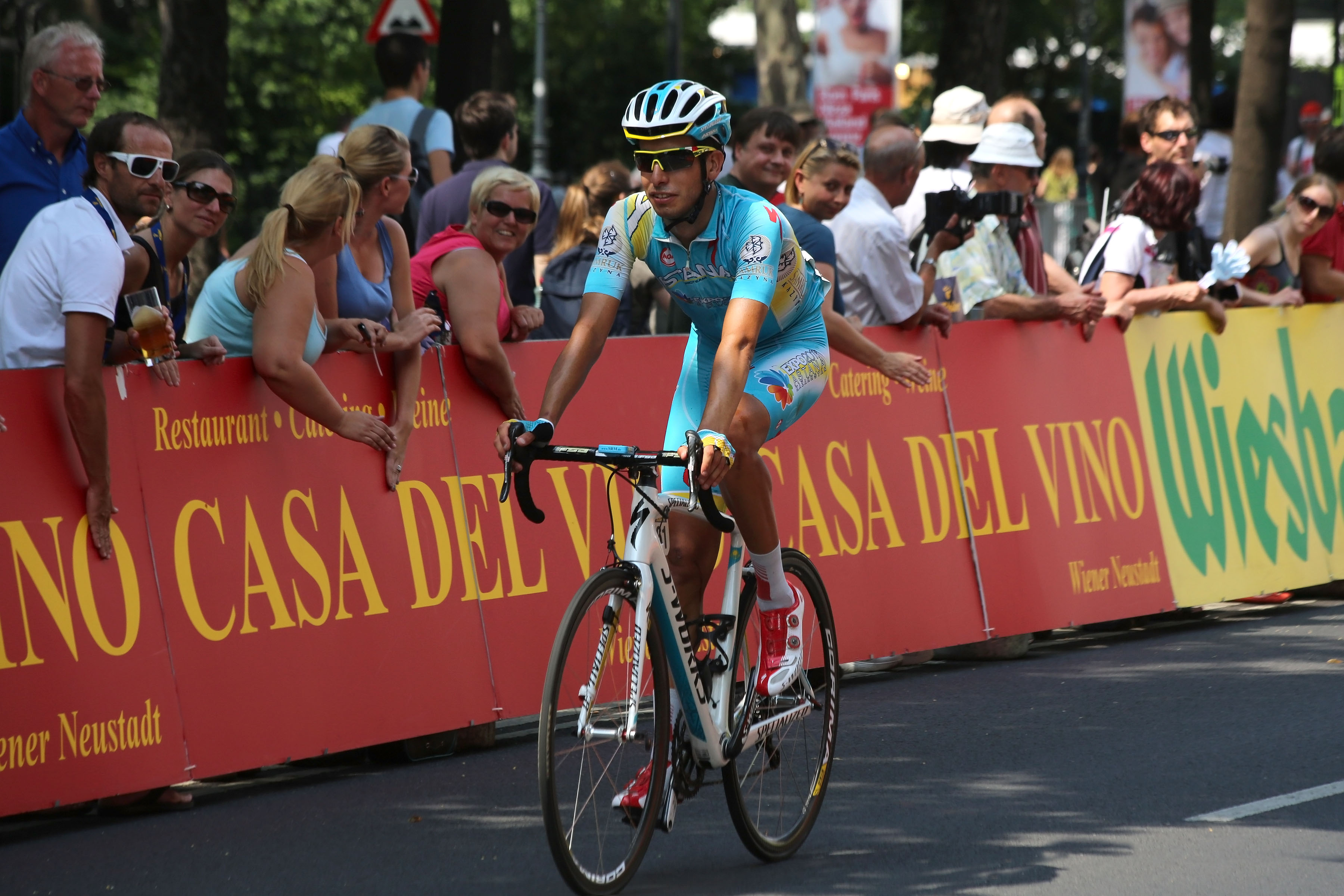
Fabio Aru lors de la 8e étape du Tour d'Autriche 2013.

Il devient coureur professionnel le mois suivant chez Astana, au Tour du Colorado. Le manager de l'équipe Giuseppe Martinelli dit de lui : « [c'est] un jeune homme au potentiel énorme, et je crois et j'espère qu'il sera à la hauteur de nos attentes. S'il donne vraiment tout, nous pourrions enfin voir en action un bon grimpeur tel que nous n'avons pas vu depuis quelques années. » Au Tour du Colorado, il est deuxième d'une étape, à la Flagstaff Mountain (en).
En 2013, il est quatrième du Tour du Trentin en début d'année. Lors de la 3e étape de son premier Tour d'Italie, il prend le maillot blanc du meilleur jeune. Il le porte pendant quatre jours. Il est ensuite malade pendant plusieurs jours. En fin de course, sous la neige, il est cinquième de la 20e étape, aux Tre Cime di Lavaredo, et prend la 42e place du classement général, en ayant aidé Vincenzo Nibali à s'y imposer. Il est ensuite huitième du Tour d'Autriche, septième des Trois vallées varésines.

#### 2014, la révélation: troisième  du Tour d'Italie et cinquième du Tour d'Espagne
Durant les premiers mois de l'année 2014, Aru roule peu et prépare au mieux le Tour d'Italie. Il est vingtième du Tour de Catalogne puis septième du Tour du Trentin. Au Giro, le leader de l'équipe Astana est Michele Scarponi. Fabio Aru doit l'accompagner en montagne, tout en espérant pouvoir se tester. Scarponi perd ses chances de victoire dès la première étape de montagne, à Montecopiolo, où il arrive avec dix minutes de retard sur les autres favoris. Aru, désormais cinquième au classement général, devient le leader de l'équipe. Une semaine plus tard, il s'impose en solitaire à Montecampione, en accélérant deux fois durant les trois derniers kilomètres de l'ascension finale. Ensuite, lors de la dix-neuvième étape disputée dans un contre-la-montre sur le Monte Grappa, il termine à dix-sept secondes du leader du classement général Nairo Quintana et s'empare du troisième rang occupé par Pierre Rolland. Il conserve cette troisième place et signe son premier podium sur un grand tour.
Il reprend la compétition en août lors du Tour de Pologne afin de préparer le Tour d'Espagne. Propulsé leader sur la Vuelta, il remporte deux étapes et termine cinquième du général, confirmant son podium obtenu au Giro.
Il figure parmi une liste de onze coureurs sélectionnés pour la course en ligne des championnats du monde. Il y fait partie des chefs de file avec Vincenzo Nibali et Giovanni Visconti et se classe finalement 34e. En fin de saison, il se classe quatrième de Milan-Turin et neuvième du Tour de Lombardie.

#### 2015, la confirmation: second du Tour d'Italie et vainqueur du Tour d'Espagne

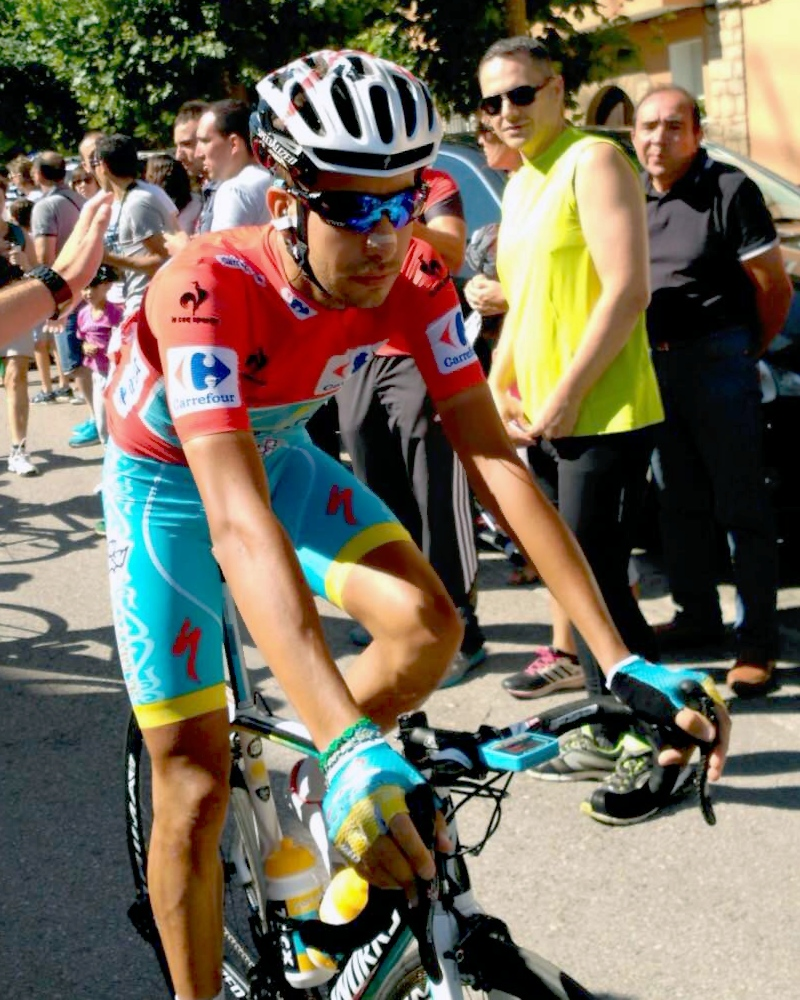
Fabio Aru en rouge durant le Tour d'Espagne 2015.

Fabio Aru reprend la compétition en mars, lors de Paris-Nice, qu'il termine à la 39e place. À la fin de ce mois, il prend la sixième place du Tour de Catalogne. En mai, il est leader de l'équipe Astana au Tour d 'Italie. Avec ses coéquipiers, il est troisième de la première étape, un contre-la-montre par équipes. En prenant la troisième place de la cinquième étape, il s'installe à la deuxième place du classement général, derrière Alberto Contador. Lors de la treizième étape, ce dernier chute dans les derniers kilomètres, et perd le maillot rose au profit de Fabio Aru. Il récupère la première place du classement général dès le lendemain, tandis qu'Aru retrouve la deuxième place, avec désormais deux minutes et demie de retard. Les deux étapes suivantes sont remportées en altitude par Mikel Landa, équipier d'Aru. Lors de la seizième étape, ce dernier concède plus de deux minutes à Contador à la suite de l'accélération de l'Espagnol dans le Mortirolo et il est dépassé au classement général par Landa. Lors des deux dernières étapes de montagne (19e et 20e étapes), Fabio Aru s'impose à Cervinia et Sestrières. Cependant, il ne réussit pas à reprendre le maillot rose à Alberto Contador qui subit une défaillance dans le col du Finestre. Il reprend la deuxième place du classement général, à laquelle il termine ce Giro. Il s'adjuge le maillot blanc de meilleur jeune.
Fabio Aru décide de faire l'impasse sur le Tour de France pour pouvoir se concentrer sur la Vuelta en qualité de leader. Cependant, le Tour en demi-teinte réalisé par son compatriote Vincenzo Nibali le contraint à partager son rôle de leader, son coéquipier Mikel Landa pouvant servir de leader alternatif. Dès la deuxième étape, Nibali est exclu après avoir été tracté par une voiture et Landa perd beaucoup de temps. Aru reste donc le dernier atout pour Astana. Lors de la onzième étape, l'équipe réalise un coup de force, Aru finissant deuxième derrière Landa et prenant le maillot rouge. Joaquim Rodríguez refait cependant son retard étape après étape, et reprend le maillot de leader pour une seconde lors de la seizième étape. Tom Dumoulin s'impose cependant lors du contre-la-montre de la 17e étape, en s'adjugeant l'étape et le maillot rouge. Il possède alors trois secondes d'avance sur Fabio Aru au classement général, écart porté à six secondes à l'issue de la 19e étape. Lors de la vingtième étape, bien aidé par son équipe et notamment Landa, Aru attaque à plus de quarante kilomètres de l'arrivée et fait craquer le maillot rouge, Dumoulin. Il reprend donc la tête du classement général et remporte le lendemain son premier grand Tour, cette Vuelta 2015. À la suite de cette victoire il prolonge son contrat avec la formation Astana.

#### 2016: saison en demi-teinte
Fidèle à son programme de carrière, il est temps pour le Sarde de s'attaquer au Tour de France pour la première fois.
Sa préparation est marquée par une victoire d'étape au Critérium du Dauphiné.
Auteur d'une performance digne de son statut pendant la majeure partie du Tour, Aru tombe malade à la fin de la course et explose lors des dernières étapes et notamment la 19e au Bettex au-dessus de Saint-Gervais. Aru finit la course sans avoir mis en place son habituel tempérament offensif et en ressort déçu, 13e à 19 min 20 s de Christopher Froome.

#### 2017: champion d'Italie, port du maillot jaune sur le Tour de France

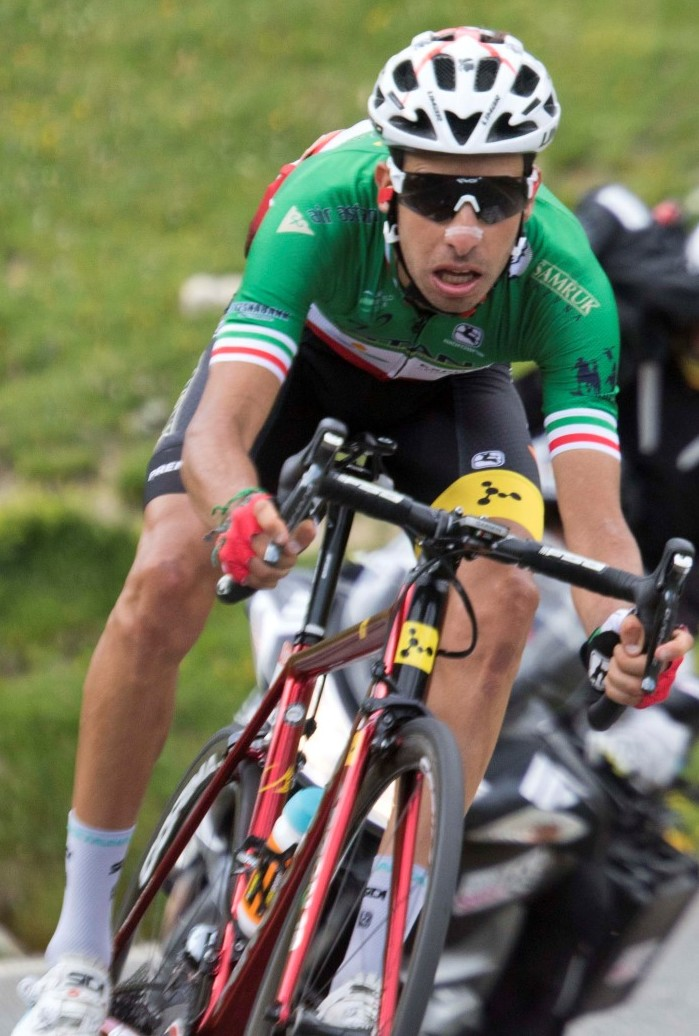
Aru sur le Tour de France 2017 avec le maillot de champion d'Italie.

En cette année de centième Tour d'Italie, Fabio Aru fait de cette course son objectif, d'autant que le départ est donné dans sa Sardaigne natale. Toute sa préparation est axée sur cette course, mais, à trois semaines du début de la compétition, il chute et se blesse au genou droit à l'occasion d'un stage d'altitude. La mort dans l'âme, et en plus marqué par la mort de son coéquipier Michele Scarponi, il doit déclarer forfait pour ce Giro qu'il attendait tant.
Ses espoirs sont donc déplacés sur le Tour de France. Aru reprend la compétition au Critérium du Dauphiné, qu'il termine à la cinquième place en contribuant à la victoire de son coéquipier Jakob Fuglsang. Fin juin, il remporte le titre de champion d'Italie grâce à une attaque dans une montée à 16,9 km de l'arrivée. 
Lors du Tour de France, il remporte la cinquième étape menant à la Planche des Belles Filles, après avoir attaqué dans la montée finale. Lors de la douzième étape, où il se classe troisième à Peyragudes, il parvient à mettre la main sur le maillot jaune, porté jusque-là par Chris Froome, pour la première fois de sa carrière. Affaibli par les abandons de ses principaux coéquipiers en montagne, Jakob Fuglsang et Dario Cataldo, tous deux victimes de chutes, il attrape alors une bronchite lors de la 14e étape et est victime d'une cassure du peloton sur le final à Rodez qui lui fait perdre son maillot jaune qui retourne sur les épaules de Christopher Froome. Lors des deux étapes alpestres, vers Serre-Chevalier et le col de l'Izoard, il perd une minute et demie sur Chris Froome et lors du contre-la-montre de Marseille, il concède encore une minute et treize secondes au maillot jaune et termine cinquième du classement général, à 3 min 7 s de Froome.
Il s'aligne sur le Tour d'Espagne mais termine loin, 13e au classement général.

#### 2018: changement d'équipe, année vierge de résultats
En 2018, il quitte l'équipe Astana pour rejoindre l'équipe UAE Emirates. Il s'aligne sur le Tour d'Italie avec l'ambition de se battre pour la victoire,  mais il ne pèse pas sur la course pour finalement abandonner lors de la 19e étape. Après une longue période d'absence des courses, il revient sur le Tour de Wallonie en vue de sa participation au Tour d'Espagne. Il se classe dixième de la course, puis également dixième du Tour de Pologne. Lors de la Vuelta, il est souvent en difficulté dans les étapes de montagne et accuse plusieurs minutes de retard au cours des deux premières semaines. Il termine finalement l'épreuve à la 23e place, après notamment une lourde chute dans une descente lors de la dix-septième étape.
Initialement présélectionné pour la course en ligne des championnats du monde 2018, Aru décline sa sélection en raison de sa méforme.

#### 2019
Son début de saison 2019 est une nouvelle fois tourné vers le Tour d'Italie. Comme en 2015, lorsqu'il y avait terminé deuxième, il envisage un programme allégé, ne comprenant que 14 jours de course. Ce programme initial comprend des manches du Challenge de Majorque, où il prend la 8e place du Trofeo Ses Salines-Felanitx, le Tour de l'Algarve (29e du classement général) et le Tour de Catalogne. Il ajoute finalement Paris-Nice à son programme. En difficulté lors des deux premières étapes, 126e puis 147e et à plus de 17 minutes du maillot jaune Dylan Groenewegen, il abandonne le troisième jour. Le 24 mars, son équipe annonce qu'il souffre d’une sténose de l’artère iliaque de la jambe gauche. Opéré le 1er avril, il doit observer une période de convalescence de plusieurs mois et déclare forfait pour le Giro. 
Il reprend la compétition sur le Grand Prix de Lugano (22e) où ses coéquipiers Diego Ulissi et Aleksandr Riabushenko s'adjugent les deux premières places. Y réalisant une course encourageante, il s'aligne sur le Tour de Suisse alors qu'il était initialement prévu sur le Tour de Slovénie. Il y termine 10e de l'étape reine dont l'arrivée est adjugée au col du Saint-Gothard et remonte à la huitième place du classement général, qu'il conclura finalement à la 21e place.
Malgré une première partie de saison tronquée par son opération, il est au départ du Tour de France. Quatorzième du classement général, il est satisfait de sa performance, qu'il n'aurait pas imaginé si bonne quelques semaines auparavant. Bien qu'il ne soit pas encore au sommet de sa forme, il envisage le Tour d'Espagne avec ambition. Lors du contre-la-montre par équipes inaugural, son équipe part à la faute, une piscine percée ayant mouillée la chaussée. Le lendemain, il termine 5e de l'étape, lui permettant de passer de la 129e à la 14e place au classement général. Huitième de la septième étape, il se hisse à la 10e position du général avant de voir sa forme se dégrader. Gêné par une blessure musculaire, il ne prend pas le départ de la treizième étape. Il était alors tombé à la 54e position au général.

#### 2020
Pour la première fois depuis 2013, il lance sa saison en Amérique du Sud, sur le Tour Colombia (12e du général), sa seule course avant que la saison ne soit suspendue à cause de la pandémie de Covid-19. Il reprend la compétition sur le Tour de Burgos (9e du général), enchaînant par le Mont Ventoux Dénivelé Challenges (5e) et le Tour de l'Ain (10e du général). Vingt-et-unième du Tour du Piémont, où Diego Ulissi termine 2e, il connaît une mauvaise journée sur le Tour de Lombardie où il abandonne avant de s'élancer sur le Tour de France en tant qu'équipier de Tadej Pogačar. En difficulté lors de la neuvième étape, il abandonne sans pouvoir expliquer sa méforme, auteur de performances encourageantes avant la course et ayant des données d'entraînement lui permettant d'être optimiste.
En fin de contrat avec la formation émiratie, l'équipe NTT, devenant Qhubeka Assos en 2021, annonce son arrivée le 3 décembre. Durant l'hiver, il revient au cylo-cross, se classant 10e du championnat d’Italie. 

#### 2021: Qhubeka Assos
Sous ses nouvelles couleurs, il innove une nouvelle fois lors de son début de saison, découvrant les courses françaises du mois de février avec le Tour de la Provence (18e), le Tour des Alpes-Maritimes et du Var (27e), la Classic de l'Ardèche (25e) et la Drôme Classic (32e) où il passe à l'offensive dans le final. En mars, pour la troisième fois de sa carrière, il est au départ de Paris-Nice (26e au général). Il retrouve les routes françaises en juin à l'occasion du Critérium du Dauphiné. Il y réalise des performances décevantes, incapable de peser sur la course, terminant à 9 minutes de Mark Padun lors de la septième étape à La Plagne puis à plus de 10 minutes de l'Ukrainien le lendemain aux Gets. Ne se sentant pas prêt physiquement pour se confronter au Tour de France, il préfère y renoncer. Début juillet, sur la première étape du Sibiu Cycling Tour, il est devancé par Giovanni Aleotti lors d'une arrivée au sommet, à Păltiniș. Son jeune compatriote le devancera également au classement général final. Un mois plus tard, il réalise deux tops 10 sur le Tour de Burgos lui permettant de prendre la deuxième place au général, derrière Mikel Landa.
Désireux de se rapprocher de sa famille, il annonce le 12 août 2021 mettre un terme à sa carrière après le Tour d’Espagne.

## Palmarès et classements mondiaux

### Palmarès amateur
| - 2009 - 3e de Bassano-Monte Grappa - 2010 - 2e du Trofeo Gianfranco Bianchin - 2e de la Coppa Città di San Daniele - 2011 - Bassano-Monte Grappa - Tour de la Vallée d'Aoste : - Classement général - 6e étape (contre-la-montre) - Giro delle Valli Cuneesi : - Classement général - 4e et 5e étapes - Trofeo Salvatore Morucci - Mémorial Thomas Casarotto - 2e de Toscane-Terre de cyclisme - 2e du championnat d'Italie sur route espoirs - 3e de la Coppa Città di San Daniele - 3e du Gran Premio Ezio Del Rosso | - 2012 - Classement général de Toscane-Terre de cyclisme - Tour de la Vallée d'Aoste : - Classement général - 3e étape - 2e du Girobio - 3e du Piccola Sanremo |  |

### Palmarès professionnel
| - 2014 - 15e étape du Tour d'Italie - 11e et 18e étapes du Tour d'Espagne - 3e du Tour d'Italie - 5e du Tour d'Espagne - 9e du Tour de Lombardie - 2015 - Tour d'Italie : - Classement du meilleur jeune - 19e et 20e étapes - Classement général du Tour d'Espagne - 2e du Tour d'Italie - 2e du Tour d'Almaty - 2e du Tour d'Abou Dabi - 3e de Milan-Turin - 5e du Tour de Pologne - 6e du Tour de Catalogne | - 2016 - 3e étape du Critérium du Dauphiné - 6e de la course en ligne des Jeux olympiques - 2017 - Champion d'Italie sur route - 5e étape du Tour de France - 3e du Tour d'Oman - 3e de Milan-Turin - 5e du Critérium du Dauphiné - 5e du Tour de France - 7e du Tour de Lombardie - 8e du Tour d'Abou Dabi - 2018 - 10e du Tour de Pologne - 2021 - 2e du Sibiu Cycling Tour - 2e du Tour de Burgos |  |

### Résultats sur les grands tours

#### Tour de France
4 participations 
- 2016 : 13e
- 2017 : 5e, vainqueur de la 5e étape,  maillot jaune pendant 2 jours
- 2019 : 14e
- 2020 : abandon (9e étape)

#### Tour d'Italie
4 participations
- 2013 : 42e
- 2014 : 3e, vainqueur de la 15e étape
- 2015 : 2e, vainqueur du  classement du meilleur jeune, vainqueur des 19e et 20e étapes,  maillot rose pendant 1 jour
- 2018 : abandon (19e étape)

#### Tour d'Espagne
6 participations
- 2014 : 5e, vainqueur des 11e et 18e étapes
- 2015 :  Vainqueur du classement général,  maillot rouge pendant 7 jours
- 2017 : 13e
- 2018 : 23e
- 2019 : non-partant (13e étape)
- 2021 : 51e

### Classements mondiaux
| Année           | 2010 | 2011 | 2012 | 2013 | 2014 | 2015 | 2016 | 2017 |
| --------------- | ---- | ---- | ---- | ---- | ---- | ---- | ---- | ---- |
| UCI World Tour  |      |      |      | 216e | 17e  | 5e   | 102e | 26e  |
| UCI Europe Tour | 266e | 117e | nc   |      |      |      | 68e  | 123e |

## Distinctions
- Oscar TuttoBici des moins de 23 ans : 2011 et 2012
- Mémorial Gastone Nencini (révélation italienne de l'année) : 2013
- Oscar TuttoBici des professionnels : 2015